# Kotte (langue)
Cet article concerne la langue kotte. Pour le peuple kotte, voir Kottes.
Le kott est une langue paléo-sibérienne de  la famille des langues ienisseïennes. Elle était parlée au Sud de Krasnoïarsk en Russie.
La langue est éteinte mais est connue par les matériaux recueillis par Castrén et publiés en 1858.
Les linguistes ont longtemps eu des difficultés à relier les langues ienisseïennes à un plus grand groupe. Ce n’est que récemment qu’un lien linguistique a pu être mis en évidence avec les langues na-dené, une famille de langues amérindiennes parlée en Alaska, à l'ouest du Canada et au sud-ouest de États-Unis. Selon cette thèse, les langues ienisseïennes et les langues na-dené formeraient deux branches d'une ancienne famille représentée des deux côtés du détroit de Béring : les langues dené-ienisseïennes,

## Voyelles
Le tableau montre le système vocalique du kott, tels qu'analysé par H. Werner.
|         | Antérieure  | Centrale | Postérieure |
| ------- | ----------- | -------- | ----------- |
| Fermée  | i [i]       |          | u [u]       |
| Moyenne | e [e]       |          | o [o]       |
| Ouverte | ɛ [ɛ] ä [æ] | a [a]    | ɔ [ɔ]       |

## Sources
- (Werner, 1997a) (ru) Г.К. Вернер (Heinrich Werner), Енисейскиe яазыки, dans Языки Мира, Палеоазиатские Языки, pp. 169-177, Moscou, Izd. Indrik, 1997  (ISBN 5-85759-046-9).
- (Werner, 1997b) (ru) Г.К. Вернер (Heinrich Werner), Коттский яазык, dans Языки Мира, Палеоазиатские Языки, pp. 195-203, Moscou, Izd. Indrik, 1997  (ISBN 5-85759-046-9).
- (ru) Г.С. Саростин, К.Ю. Решетников, Кетский сборник. Лингвистика, Moscou, Vostotchnaïa Literatura RAN, 1995  (ISBN 5-88766-023-6).